# Snyderina guentheri
Snyderina guentheri és una espècie de peix pertanyent a la família dels tetrarògids i a l'ordre dels escorpeniformes.

## Etimologia
L'epítet guentheri fa referència, potser, al zoòleg britànic Albert Günther.

## Descripció
Fa 21,5 cm de llargària màxima. 13 espines i 10-11 radis tous a l'única aleta dorsal. 3 espines i 5-6 radis tous a l'anal. Aleta caudal allargada i àmpliament arrodonida. Línia lateral contínua i amb 21-26 escates (incloent-n'hi una a la base de l'aleta caudal). 9-13 branquiespines inferiors i 3-4 superiors. Aletes pectorals amb cap espina i 13-14 radis tous. Aletes pelvianes amb una espina. Cos de color marró vermellós fosc, amb petites taques clares i escates diminutes i parcialment incrustades. Cap nu. Os lacrimal amb una espina curta que apunta cap avall i una altra de posterior allargada, la qual arriba més enllà del centre dels ulls. Una única espina preopercular gairebé tan llarga com l'espina lacrimal posterior. Peduncle caudal esvelt. Origen de l'aleta dorsal anterior al centre dels ulls.

## Alimentació
El seu nivell tròfic és de 3,4.

## Hàbitat i distribució geogràfica
És un peix marí, demersal (entre 24 i 300 m de fondària) i de clima tropical, el qual viu a l'Índic occidental: el golf d'Aden, el Iemen, el golf d'Oman, Oman, el mar d'Aràbia, el sud-oest de l'Índia i, probablement també, les illes Seychelles.

## Observacions
És inofensiu per als humans i el seu índex de vulnerabilitat és moderat (42 de 100).